# 哈利欽 (切爾尼戈夫州)
51°10′11″N 31°23′30″E / 51.16972°N 31.39167°E
哈利欽（羅馬化：Halchyn）是烏克蘭北部切爾尼希夫州切爾尼希夫區基普蒂市鎮的村莊。該村始建於1720年，面積1.18平方公里，海拔高度118米，2001年人口205，人口密度每平方公里174.2人。